# Krujë
Krujë (en albanés Krujë o Kruja) es una ciudad de Albania y capital del distrito homónimo.

## Lugares de interés
- Museo etnográfico Nacional (National Ethnographic Museum).
- Castillo de Krujë.
- Museo Skanderberg (en albanés "Muzeu Kombetar Gjergj Kastriot Skenderbeu").
- Bazar.